# Gunnar Hockert
Gunnar Hockert (Finlandia, 12 de febrero de 1910-11 de febrero de 1940) fue un atleta finlandés, especialista en la prueba de 5000 m en la que llegó a ser campeón olímpico en 1936.

## Carrera deportiva
En los JJ. OO. de Berlín 1936 ganó la medalla de oro en los 5000 metros, con un tiempo de 14:22.2 segundos, llegando a meta por delante de su paisano finlandés Lauri Lehtinen y del sueco Henry Jonsson (bronce con 14:29.0 segundos).